# Nocturnal Bloodlust
Nocturnal Bloodlust (ノクターナル・ブラッドラスト Nokutānaru buraddorasuto), auch bekannt als NOKUBURA (ノクブラ), ist eine im Jahr 2009 gegründete japanische Metalcore-/Deathcore-Band aus Tokio. Sie wird der Dōjin-Musikszene zugeordnet.

## Geschichte
Nocturnal Bloodlust wurde im Jahr 2009 in der japanischen Hauptstadt Tokio gegründet. Eine erste Besetzung bestand aus dem Sänger Hiro, den beiden Gitarristen Junpei und Cazqui, sowie aus dem Bassisten Masa und dem Schlagzeuger Gaku Taura, welcher seit 2012 bei Crystal Lake spielt. Nach mehreren Wechseln innerhalb der Bandbesetzung sind lediglich Hiro und Masa aus der anfänglichen Besetzung übrig geblieben.
Nachdem die Gruppe erstmals im Jahr 2011 mit musikalischen Veröffentlichungen in Form zweier Singles auf sich aufmerksam machte, erschien im Folgejahr mit Ivy ihre erste EP, die die Gruppe im Eigenverlag veröffentlichte. Das erste Album, Grimoire, veröffentlichte die Band im Jahr 2013 und erschien über Raiz Music. Im gleichen Jahr erschien zudem mit Omega eine weitere EP. Das zweite Album der Gruppe mit dem Titel The Omnigod erschien 2014, genauso wie das Live-Album Gears of Omega. Zwischen 2016 und 2018 erschienen zwei weitere EPs und eine Kompilation jeweils im Eigenverlag. Im Jahr 2019 nahm Maverick DC Group Nocturnal Bloodlast unter Vertrag und veröffentlichte mit Unleash eine weitere EP. Mit The Wasteland erschien im Jahr 2020 die sechste EP der Gruppe.
Ihr erstes Konzert spielte die Gruppe im Gründungsjahr in Shinjuku. Es folgten weitere Konzerte in Japan, ehe die Band im Jahr 2016 erstmals in Shanghai ein Konzert absolvierte., Die Band tourte im gleichen Jahr durch mehrere Länder Europas. Im Jahr 2017 spielte die Gruppe Konzerte in Hongkong und Taiwan. Zwischen dem 4. und 26. September 2021 sind unter dem Motto Six Days of Chaos sechs Konzerte in Shibuya angesetzt.

## Musik
Nocturnal Bloodlast ist eine Metal- und Deathcore-Band, die in ihrer musikalischen Schaffenszeit vereinzelt auch andere Musikstile in ihren Liedern verwenden. So veröffentlichte die Gruppe im Jahr 2014 mehrere Stücke, die unterschiedliche Musikrichtungen aufweisen von Nu-Metal bis hin zu Funk und Jazz.
Seit 2012 treten die Musiker in Visual-Kei-Ästhetik auf und binden auch musikalische Elemente des Visual Kei in ihrer Musik ein.

## Diskografie
- 2012: Ivy (EP, Eigenvertrieb)
- 2013: Grimoire (Album, Raiz Music)
- 2013: Omega (EP, Raiz Music)
- 2014: The Omnigod (Album, Raiz Music)
- 2014: Gears of Omega (Live-Album, Eigenverlag)
- 2016: Zetes (EP, Eigenverlag)
- 2017: The Best '09–'17 (Kompilation, Eigenverlag)
- 2018: Whiteout (EP, Eigenverlag)
- 2019: Unleash (EP, Maverick DC Group)
- 2020: The Wasteland (EP, Maverick DC Group)